# Francis Lockwood
Francis Lockwood (* 31. März 1952 in Calais) ist ein französischer Jazz- und Fusionmusiker (Piano, Keyboards, Komposition).

## Leben und Wirken
Francis Lockwood, Sohn eines Geigenlehrers und der ältere Bruder des Geigers Didier Lockwood, lernte gleichfalls Geige. Er studierte auf dem Konservatorium und erhielt im Alter von 17 Jahren einen Preis als klassischer Geiger. Er wechselte an die Orgel und spielte zunächst bei der Rockband Choc, die 1970 und 1971 drei Singles bei Decca Records veröffentlichte, dann als Organist in der Pariser Rockband Abracadabra, die 1972 auf dem Sampler  Groovy Pop Session dokumentiert wurde. Mitte der 1970er Jahre war er mit seinem Bruder in der Jazzrock-Band Volkor tätig, die 1976 das Album JazzRock einspielte. 1977 war er an den Aufnahmen des Debütalbums seines Bruders, Surya, beteiligt, zu dem er auch Kompositionen beisteuerte. 1981 legte er mit Debbi sein eigenes Debütalbum vor, dem 1983 Home Sweet Home und 1987 das viel beachtete Album Nostalgia folgte. 1987 wurde er von Jazz Hot als einer der fünf wichtigsten europäischen Pianisten eingestuft. Mit seinem eigenen Trio (zu dem Silvin Marc und Aldo Romano gehörten) tourte er durch Südamerika. Dann trat er weltweit als Solist oder im Trio mit Christian Vander und Alby Cullaz auf.
Für das Album Tropicana (1993) arbeitete er mit der Band Amazonas zusammen, dann im eigenen Trio mit Gilles Naturel und Peter Gritz, mit dem als Hommage an Jimi Hendrix das Album Jimi’s Colors 1998 erschien. Mit Jean-Michel Vallet entstand das New-Age-Album Kama: A Journey to the Indian Forest (2000). Nach dem Album Virtual Road  (2007) veröffentlichte er mit seinem Bruder 2009 das gemeinsame Album Brothers. 2012 erschien sein Solo-Album Round About Bach. Er ist weiterhin auf Alben von Michel Magne, Henri Guédon, Eric Le Lann, von der Compagnie Besson, von Jacques Yvart, Visitors, Eric Plandé und seinem Bruder zu hören.